# Paraplagusia blochii
Paraplagusia blochii es una especie de pez de la familia Cynoglossidae en el orden de los Pleuronectiformes.

## Distribución geográfica
Se encuentran desde las  costas del sur de Omán hasta Papúa Nueva Guinea, norte de Taiwán y Japón.